# Горечавочка горьковатая
Гореча́вочка горькова́тая (лат. Gentianella amarella) — вид растений рода Горечавочка (Gentianella) семейства Горечавковые (Gentianaceae), встречается в Центральной и Восточной Европе. Растение называют также горечавка луговая, тирлич-трава, наричник, стародубка, нарочная, бешеная трава.

## Ботаническое описание
Двулетние растения высотой от 10 до 60 см.
Корень стержневой, мясистый, цилиндрический, кольчатый, коричневатый, на изломе жёлтый.
Стебли прямостоячие, неразветвлённые, голые, вверху бороздчатые, полые, с 4—5 (до 6) междоузлиями.
Листья прикорневые — лопатчатые, тупые; средние — продолговатые; верхние — более узкие, заострённые.
Цветки грязно-лиловые или бледно-синие, одиночные либо собранные в пазушные пучки. Венчик с пятью зубцами, без промежуточных зубчиков; зев венчика — с бахромчатым кольцом.
Плод — продолговато-ланцетная коробочка, сидящая на ножке; семена мелкие, многочисленные, сильно сплющенные, ширококрылатые, продолговатые или округлые, коричневого цвета.
Цветёт в июле и первой половине августа. Плоды созревают в сентябре.

## Распространение и экология
Евразиатский луговолесной вид. Встречается небольшими группами особей, иногда образует скопления. Растет на суходольных и заливных лугах, полянах и опушках, а также среди кустарников. Встречается на песчаной, подзолистой или торфяной почве и на выходах карбонатных пород.
Горечавка горьковатая включена в Красную книгу Московской области, как третья категория (редкий вид): в ближайшем Подмосковье вид исчез.

## Растительное сырьё

### Химический состав
Корни и листья содержат гликозиды, обуславливающие их горький вкус, лечебные свойства и применение в пивоварении.